# Nagy-Britannia az 1980. évi téli olimpiai játékokon
Nagy-Britannia az egyesült államokbeli Lake Placidben megrendezett 1980. évi téli olimpiai játékok egyik részt vevő nemzete volt. Az országot az olimpián 7 sportágban 48 sportoló képviselte, akik összesen 1 érmet szereztek.

## Érmesek
| Érem  | Versenyző     | Sportág     | Versenyszám  |
| ----- | ------------- | ----------- | ------------ |
| Arany | Robin Cousins | Műkorcsolya | Férfi egyéni |

## Alpesisí
Férfi
| Versenyző        | Versenyszám      | 1. futam      | 1. futam      | 2. futam | 2. futam | Összesítés | Összesítés |
| Versenyző        | Versenyszám      | Idő           | Hely.         | Idő      | Hely.    | Idő        | Helyezés   |
| ---------------- | ---------------- | ------------- | ------------- | -------- | -------- | ---------- | ---------- |
| Konrad Bartelski | Lesiklás         |               |               |          |          | 1:48,53    | 12.        |
| Konrad Bartelski | Műlesiklás       | nem ért célba | nem ért célba | kiesett  | kiesett  | kiesett    | kiesett    |
| Konrad Bartelski | Óriás-műlesiklás | 1:27,71       | 43.           | 1:29,99  | 41.      | 2:57,70    | 39.        |
| Ross Blyth       | Lesiklás         |               |               |          |          | 1:51,12    | 28.        |
| Ross Blyth       | Műlesiklás       | 1:04,14       | 34.           | 59,42    | 28.      | 2:03,56    | 28.        |
| Ross Blyth       | Óriás-műlesiklás | 1:29,21       | 46.           | 1:30,89  | 43.      | 3:00,10    | 43.        |
| David Cargill    | Lesiklás         |               |               |          |          | 1:52,02    | 29.        |
| Roddy Langmuir   | Műlesiklás       | nem ért célba | nem ért célba | kiesett  | kiesett  | kiesett    | kiesett    |
| Roddy Langmuir   | Óriás-műlesiklás | nem ért célba | nem ért célba | kiesett  | kiesett  | kiesett    | kiesett    |
| Alan Stewart     | Lesiklás         |               |               |          |          | 1:53,41    | 30.        |
| Alan Stewart     | Műlesiklás       | nem ért célba | nem ért célba | kiesett  | kiesett  | kiesett    | kiesett    |
| Alan Stewart     | Óriás-műlesiklás | 1:25,53       | 38.           | 1:27,42  | 35.      | 2:52,95    | 33.        |

Női
| Versenyző        | Versenyszám      | 1. futam      | 1. futam      | 2. futam | 2. futam | Összesítés | Összesítés |
| Versenyző        | Versenyszám      | Idő           | Hely.         | Idő      | Hely.    | Idő        | Helyezés   |
| ---------------- | ---------------- | ------------- | ------------- | -------- | -------- | ---------- | ---------- |
| Kirstin Cairns   | Műlesiklás       | nem ért célba | nem ért célba | kiesett  | kiesett  | kiesett    | kiesett    |
| Moira Cargill    | Lesiklás         |               |               |          |          | 1:42,82    | 24.        |
| Valentina Iliffe | Lesiklás         |               |               |          |          | 1:43,28    | 25.        |
| Valentina Iliffe | Műlesiklás       | 48,88         | 22.           | 49,68    | 16.      | 1:38,56    | 16.        |
| Valentina Iliffe | Óriás-műlesiklás | 1:23,33       | 34.           | 1:39,43  | 31.      | 3:02,76    | 31.        |
| Anne Robb        | Műlesiklás       | nem ért célba | nem ért célba | kiesett  | kiesett  | kiesett    | kiesett    |
| Anne Robb        | Óriás-műlesiklás | 1:20,79       | 32.           | 1:35,29  | 27.      | 2:56,08    | 27.        |

## Biatlon
| Versenyző                                          | Versenyszám      | Lövőhiba | Időeredmény | Helyezés |
| -------------------------------------------------- | ---------------- | -------- | ----------- | -------- |
| Graeme Ferguson                                    | 20 km egyéni     | 7        | 1:19:53,98  | 33.      |
| Paul Gibbins                                       | 10 km sprint     | 5        | 38:44,24    | 42.      |
| Keith Oliver                                       | 10 km sprint     | 2        | 35:45,89    | 20.      |
| Keith Oliver                                       | 20 km egyéni     | 2        | 1:14:02,30  | 16.      |
| Jim Wood                                           | 10 km sprint     | 4        | 38:30,09    | 40.      |
| Jim Wood                                           | 20 km egyéni     | 3        | 1:15:45,37  | 25.      |
| Graeme Ferguson Keith Oliver Jim Wood Paul Gibbins | 4 × 7,5 km váltó | 2        | 1:42:10,59  | 12.      |

## Bob
| Versenyző                                                     | Versenyszám | 1. futam | 1. futam | 2. futam | 2. futam | 3. futam | 3. futam | 4. futam | 4. futam | Összesítés | Összesítés |
| Versenyző                                                     | Versenyszám | Idő      | Hely.    | Idő      | Hely.    | Idő      | Hely.    | Idő      | Hely.    | Idő        | Helyezés   |
| ------------------------------------------------------------- | ----------- | -------- | -------- | -------- | -------- | -------- | -------- | -------- | -------- | ---------- | ---------- |
| Jonnie Woodall John Howell                                    | Kettes      | 1:04,12  | 15.      | 1:04,12  | 10.      | 1:03,65  | 11.      | 1:04,03  | 13.      | 4:15,92    | 10.        |
| Roger Potter Michael Pugh                                     | Kettes      | 1:04,93  | 20.      | 1:04,77  | 17.      | 1:04,40  | 18.      | 1:04,47  | 17.      | 4:18,57    | 17.        |
| Jonnie Woodall Tony Wallington Corrie Brown John Howell       | Négyes      | 1:01,44  | 11.      | 1:01,42  | 10.      | 1:00,98  | 11.      | 1:01,08  | 7.       | 4:04,92    | 9.         |
| Jackie Price Gomer Lloyd Andrew Ogilvy-Wedderburn Nick Phipps | Négyes      | 1:01,79  | 16.      | 1:01,90  | 15.      | 1:02,11  | 16.      | 1:01,89  | 15.      | 4:07,69    | 15.        |

## Gyorskorcsolya
Férfi
| Versenyző       | Versenyszám | Eredmény | Helyezés |
| --------------- | ----------- | -------- | -------- |
| John French     | 5000 m      | 7:59,62  | 27.      |
| John French     | 10 000 m    | 16:17,56 | 24.      |
| Alan Luke       | 1500 m      | 2:17,79  | 34.      |
| Alan Luke       | 5000 m      | 7:52,65  | 26.      |
| Archie Marshall | 500 m       | kizárták | kizárták |
| Archie Marshall | 1000 m      | 2:00,93~ | 40.      |
| Geoff Sandys    | 1500 m      | 2:15,06  | 33.      |
| Geoff Sandys    | 5000 m      | 8:01,09  | 28.      |

Női
| Versenyző       | Versenyszám | Eredmény | Helyezés |
| --------------- | ----------- | -------- | -------- |
| Kim Ferran      | 500 m       | 47,25    | 30.      |
| Kim Ferran      | 1000 m      | 1:34,19  | 35.      |
| Kim Ferran      | 1500 m      | kizárták | kizárták |
| Mandy Horsepool | 1000 m      | 1:36,31  | 37.      |
| Mandy Horsepool | 1500 m      | 2:23,05  | 28.      |
| Mandy Horsepool | 3000 m      | 5:08,78  | 26.      |

~ - a futam során elesett

## Műkorcsolya
| Versenyző                | Versenyszám  | Kötelező elemek   | Kötelező elemek | Rövid program     | Rövid program | Kűr               | Kűr   | Összesítés                     | Összesítés                     | Összesítés                     | Összesítés                     | Összesítés                     | Összesítés                     | Összesítés                     | Összesítés                     | Összesítés                     | Összesítés        | Összesítés        | Összesítés  | Összesítés | Összesítés |
| Versenyző                | Versenyszám  | Kötelező elemek   | Kötelező elemek | Rövid program     | Rövid program | Kűr               | Kűr   | Helyezési pontszámok bírónként | Helyezési pontszámok bírónként | Helyezési pontszámok bírónként | Helyezési pontszámok bírónként | Helyezési pontszámok bírónként | Helyezési pontszámok bírónként | Helyezési pontszámok bírónként | Helyezési pontszámok bírónként | Helyezési pontszámok bírónként | Több. hely. száma | Több. hely. össz. | Hely. össz. | Pont       | Helyezés   |
| Versenyző                | Versenyszám  | Több. hely. száma | Hely.           | Több. hely. száma | Hely.         | Több. hely. száma | Hely. | 1                              | 2                              | 3                              | 4                              | 5                              | 6                              | 7                              | 8                              | 9                              | Több. hely. száma | Több. hely. össz. | Hely. össz. | Pont       | Helyezés   |
| ------------------------ | ------------ | ----------------- | --------------- | ----------------- | ------------- | ----------------- | ----- | ------------------------------ | ------------------------------ | ------------------------------ | ------------------------------ | ------------------------------ | ------------------------------ | ------------------------------ | ------------------------------ | ------------------------------ | ----------------- | ----------------- | ----------- | ---------- | ---------- |
| Robin Cousins            | Férfi egyéni | 8×4+              | 4.              | 9×1+              | 1.            | 8×1+              | 1.    | 1,0                            | 2,0                            | 1,0                            | 3,0                            | 1,0                            | 1,0                            | 1,0                            | 2,0                            | 1,0                            | 6×1+              | 6,0               | 13,0        | 189,48     |            |
| Christopher Howarth      | Férfi egyéni | 9×16+             | 16.             | 9×15+             | 15.           | 9×15+             | 15.   | 14,0                           | 15,0                           | 15,0                           | 15,0                           | 15,0                           | 15,0                           | 15,0                           | 15,0                           | 15,0                           | 9×15+             | 134,0             | 134,0       | 145,66     | 15.        |
| Karena Richardson        | Női egyéni   | 7×10+             | 10.             | 5×9+              | 9.            | 6×14+             | 14.   | 11,0                           | 11,0                           | 12,0                           | 14,0                           | 12,0                           | 11,0                           | 12,0                           | 13,0                           | 13,0                           | 6×12+             | 69,0              | 109,0       | 168,94     | 12.        |
| Susan Garland Robert Daw | Páros        |                   |                 | 9×11+             | 11.           | 9×10+             | 10.   | 10,0                           | 10,0                           | 10,0                           | 10,0                           | 11,0                           | 10,0                           | 10,0                           | 10,0                           | 10,0                           | 8×10+             | 80,0              | 91,0        | 124,36     | 10.        |

| Versenyző                      | Versenyszám | Kötelező táncok   | Kötelező táncok | Eredeti (original) tánc | Eredeti (original) tánc | Kűr               | Kűr   | Összesítés                     | Összesítés                     | Összesítés                     | Összesítés                     | Összesítés                     | Összesítés                     | Összesítés                     | Összesítés                     | Összesítés                     | Összesítés        | Összesítés        | Összesítés  | Összesítés | Összesítés |
| Versenyző                      | Versenyszám | Kötelező táncok   | Kötelező táncok | Eredeti (original) tánc | Eredeti (original) tánc | Kűr               | Kűr   | Helyezési pontszámok bírónként | Helyezési pontszámok bírónként | Helyezési pontszámok bírónként | Helyezési pontszámok bírónként | Helyezési pontszámok bírónként | Helyezési pontszámok bírónként | Helyezési pontszámok bírónként | Helyezési pontszámok bírónként | Helyezési pontszámok bírónként | Több. hely. száma | Több. hely. össz. | Hely. össz. | Pont       | Helyezés   |
| Versenyző                      | Versenyszám | Több. hely. száma | Hely.           | Több. hely. száma       | Hely.                   | Több. hely. száma | Hely. | 1                              | 2                              | 3                              | 4                              | 5                              | 6                              | 7                              | 8                              | 9                              | Több. hely. száma | Több. hely. össz. | Hely. össz. | Pont       | Helyezés   |
| ------------------------------ | ----------- | ----------------- | --------------- | ----------------------- | ----------------------- | ----------------- | ----- | ------------------------------ | ------------------------------ | ------------------------------ | ------------------------------ | ------------------------------ | ------------------------------ | ------------------------------ | ------------------------------ | ------------------------------ | ----------------- | ----------------- | ----------- | ---------- | ---------- |
| Jayne Torvill Christopher Dean | Jégtánc     | 7×5+              | 5.              | 5×4+                    | 5.                      | 9×5+              | 5.    | 5,0                            | 4,0                            | 5,0                            | 5,0                            | 5,0                            | 5,0                            | 6,0                            | 3,0                            | 4,0                            | 8×5+              | 36,0              | 42,0        | 197,12     | 5.         |
| Karen Barber Nicky Slater      | Jégtánc     | 9×12+             | 12.             | 9×12+                   | 12.                     | 5×11+             | 12.   | 12,0                           | 12,0                           | 12,0                           | 12,0                           | 12,0                           | 12,0                           | 10,0                           | 10,0                           | 12,0                           | 9×12+             | 104,0             | 104,0       | 176,92     | 12.        |

## Sífutás
Férfi
| Versenyző       | Versenyszám | Eredmény | Helyezés |
| --------------- | ----------- | -------- | -------- |
| Michael Goode   | 15 km       | 49:47,20 | 52.      |
| Philip Jacklin  | 15 km       | 52:14,17 | 57.      |
| Charles MacIvor | 15 km       | 48:37,57 | 49.      |

## Szánkó
| Versenyző                          | Versenyszám | 1. futam | 1. futam | 2. futam | 2. futam | 3. futam      | 3. futam      | 4. futam | 4. futam | Összesítés | Összesítés |
| Versenyző                          | Versenyszám | Idő      | Hely.    | Idő      | Hely.    | Idő           | Hely.         | Idő      | Hely.    | Idő        | Helyezés   |
| ---------------------------------- | ----------- | -------- | -------- | -------- | -------- | ------------- | ------------- | -------- | -------- | ---------- | ---------- |
| Jeremy Palmer-Tomkinson            | Férfi egyes | 45,191   | 18.      | 46,947   | 22.      | 45,060        | 12.           | 45,066   | 13.      | 3:02,264   | 15.        |
| Derek Prentice                     | Férfi egyes | 45,502   | 24.      | 45,880   | 18.      | 46,425        | 22.           | 46,715   | 20.      | 3:04,522   | 22.        |
| Neil Townshend                     | Férfi egyes | 46,726   | 27.      | 45,358   | 14.      | 45,037        | 11.           | 45,278   | 14.      | 3:02,399   | 16.        |
| Avril Walker                       | Női egyes   | 52,277   | 26.      | 42,852   | 25.      | nem ért célba | nem ért célba | kiesett  | kiesett  | kiesett    | kiesett    |
| Joanna Weaver                      | Női egyes   | 40,881   | 22.      | 41,201   | 23.      | 41,167        | 20.           | 42,032   | 23.      | 2:45,281   | 23.        |
| Derek Prentice Christopher Dyason  | Kettes      | 40,705   | 14.      | 41,862   | 15.      |               |               |          |          | 1:22,567   | 14.        |
| Jeremy Palmer-Tomkinson John Denby | Kettes      | 42,406   | 18.      | 48,493   | 19.      |               |               |          |          | 1:30,899   | 19.        |